# William Lashly
William Lashly  (1868? - 1940) fue un marinero inglés de la Royal Navy que participó en las dos expediciones a la Antártida de Robert Falcon Scott.

## Biografía
Lashly nació en Hambledon, Hampshire, un pueblo cerca de Portsmouth.  Cuando se unió a la Expedición Discovery de Scott en 1901, tenía 33 años y era fogonero. En esta expedición, Lashly participó en la partida de Scott conocida como la "Farthest West", que en 1903 exploró la Tierra de Victoria.  

## Exploraciones
En la segunda expedición de Scott, la Expedición Terra Nova, entre 1911 y 1913, Lashly estuvo inicialmente encargado de uno de los dos trineos de motor que debían llevar suministros al sur para apoyar al grupo que debía alcanzar el polo. Sin embargo, los trineos se averiaron rápidamente, por lo que el grupo de los trineos motorizados tuvo que reconvertirse en un grupo de trineos arrastrados por hombres. 
Junto a E.R.G.R. "Teddy" Evans y Thomas Crean, fue miembro del último grupo de apoyo con el que contó Scott en su camino hacia el Polo Sur. En el viaje de vuelta, Evans cayó gravemente enfermo a consecuencia del escorbuto y Lashly tuvo que cuidarle mientras Crean hacía el resto del camino a pie hasta el campamento base para conseguir ayuda. Extractos de los diarios en el polo de Lashly, contando sus tribulaciones con los trineos motorizados y el viaje de vuelta con Evans, son recogidos en el libro de Apsley Cherry-Garrard titulado The Worst Journey in the World.
Tanto Lashly como Crean recibieron la Albert Medal por haber salvado la vida de Evans.
Tras volver de la Antártida, Lashly se retiró jubilado de la Royal Navy, pero se unió a los reservistas y sirvió durante la Primera Guerra Mundial en el HMS Irresistible  y el HMS Amethyst .  Posteriormente sirvió como oficial de aduanas en Cardiff.  Tras su retiro en 1932, volvió a Hambledon donde vivió en una casa que bautizó con el nombre de "Minna Bluff".  Lashly murió en 1940.